# 卡塔琳娜·斯雷博特尼克
卡塔琳娜·斯雷博特尼克（1981年3月12日—），斯洛維尼亞已退役女子职业網球選手，斯雷博特尼克是右手持拍，身高180公分，體重65公斤，現在居住於杜拜，生涯單打最高排名為20（2006年8月7日），獲得四項WTA單打賽事冠軍头衔。然而，她更擅长双打，2011年温布尔登锦标赛上与科维塔·佩施克合作夺冠。她还在1999年、2006年和2010 年的法国公开赛、2003年美国公开赛和2011年澳大利亚公开赛赢得了五项混双大满贯冠军。2011年，斯雷博特尼克赢得了7个冠军(6个双打冠军，1个混双冠军)，是2011年WTA巡回赛获得冠军最多的选手。

## 外部連結
- 卡塔琳娜·斯雷博特尼克的国际女子网球协会官方資料（英文）
- 卡塔琳娜·斯雷博特尼克的國際網球總會 職業／青少年 官方資料（英文）
- Fed Cup - Player profile - Katarina SREBOTNIK (SLO) （页面存档备份，存于）